# Terriera asteliae
Terriera asteliae är en svampart som först beskrevs av P.R. Johnst., och fick sitt nu gällande namn av P.R. Johnst. 2001. Terriera asteliae ingår i släktet Terriera och familjen Rhytismataceae.   Inga underarter finns listade i Catalogue of Life.